# 나오짱은 초등학교 3학년
《나오짱은 초등학교 3학년》(直ちゃんは小学三年生 나오찬와쇼가쿠산넨세이[*])는 2021년 1월 9일(8일 심야)부터 TV 도쿄 심야 드라마 시간대인 ‘드라마25’에 방영되고 있다. 스니노 요스케는 2월 20일(19일 심야)부터 같은 시간대에 방송되는 드라마와 두 작품 연속으로 주연 예정이다.
‘지금’을 열심히 살아가는 리얼한 초등학교 3학년 소년이 된 어른 4명의 일상을 통해서 그려나가는, 조금 어두우면서도 어딘가 한시름 놓을만한 휴먼 코미디 드라마이다.

## 방송 시간
| 방송 채널    | 방송 기간                | 방송 시간                     | 방송 지역     | 네트워크 상황 | 비고     |
| ------------ | ------------------------ | ----------------------------- | ------------- | ------------- | -------- |
| TV 도쿄      | 2021년 1월 9일 ~ 현재    | 매주 토요일 새벽 12:52 ~ 1:23 | TV 도쿄       | 제작국        |          |
| TV 도쿄      | 2021년 1월 9일 ~ 현재    | 매주 토요일 새벽 12:52 ~ 1:23 | TV 오사카     | 동시 네트워크 |          |
| TV 도쿄      | 2021년 1월 9일 ~ 현재    | 매주 토요일 새벽 12:52 ~ 1:23 | TV 홋카이도   | 동시 네트워크 |          |
| TV 도쿄      | 2021년 1월 9일 ~ 현재    | 매주 토요일 새벽 12:52 ~ 1:23 | TVQ 규슈 방송 | 동시 네트워크 |          |
| TV 도쿄      | 2021년 1월 27일 ~ (예정) | 매주 목요일 1:00 ~ 1:30       | TV 아이치     | 지연 네트워크 |          |
| 도라마코리아 | 2021년 1월 13일 ~ 현재   | 매주 수요일                   | 대한민국      |               | 스트리밍 |

## 등장 인물
- 스기노 요스케 : 나오짱(直ちゃん) 역 - 주인공, 초등학교 3학년
- 와타나베 케이스케 : 킨베(きんべ) 역 - 나오짱과 동급생
- 마에하라 코 : 테츠칭(てつちん) 역 - 나오짱과 동급생
- 타케하라 피스톨 : 야마쵸(山ちょ) 역 - 나오짱과 동급생

## 방영 일정
| 화수  | 날짜    | 날짜         |
| 화수  | TV 도쿄 | 도라마코리아 |
| ----- | ------- | ------------ |
| 제1화 | 1월 9일 | 1월 13일     |

## 주제가
닫는 곡
- 오야마다 소헤이 〈恋はマーブルの海へ / 사랑은 마블의 바다로〉(Revival Records)[3]